# Историја видео-игара
Историја видео игара започела је педесетих и шездесетих година прошлог века, када су информатичари почели да дизајнирају једноставне игре и симулације на мејнфрејм рачунарима, са МИТ-овим Spacewar!-ом 1962. године као једном од првих таквих игара која се играла са видео приказом. Почетком 1970-их година донели смо први хардвер за видео игре који је спреман за потрошаче: прву кућну конзолу за видео игре, Magnavox Odyssey, и прве аркадне видео игре направљене од стране Аtari-ја, Computer Space и Pong, од које је касније направљена верзија за кућну конзолу. Бројне компаније су никнуле како би ухватиле Pong-ов успех и у аркадама и у кући стварањем клонова игре, што је изазвало контракцију тржишта 1978. године због презасићености и недостатка иновација.
Средином 1970-их, јефтини програмабилни микропроцесори заменили су дискретни логички склоп транзистор-транзистор код раног хардвера и стигле су прве кућне конзоле засноване на РОМ кертриџу, укључујући Atari 2600. Заједно са брзим растом у златном добу аркадних видео игара са насловима као што су Space Invaders и Pac-Man, тржиште кућних конзола је такође процветало. Велики крах на тржишту кућних видео игара у Сједињеним Државама догодио се 1983. године, јер је тржиште преплавило превише игара лошег квалитета, а потрошачи су изгубили поверење у главне компаније које су биле укључене. Пад је поставио сцену јапанској индустрији видео игара да преузме вођство на тржишту, која ја само претрпела мање последице од краха. Nintendo је издао свој Nintendo Entertainment System у Сједињеним Државама и на другим западним тржиштима 1985. године, помажући да се опорави пропали сектор видео игара. У другом делу 1980-их и раних 1990-их видео игре су покретане побољшањима и стандардизацијом личних рачунара, као и ратна конкуренција конзола између Nintenda и Sege док су се борили за тржишни удео у Сједињеним Државама. Прве веће преносиве конзоле за видео игре појавиле су се деведесетих година, предвођене Nintendo-вом платформом Game Boy.
Почетком деведесетих дошло је до две велике промене у технологији, увођењем оптичких медија путем ЦД-РОМ-а и могућности извођења полигоналне 3Д графике у реалном времену из даљег напретка у рачунарским микропроцесорима. Оба аспекта су била лако припојена у личне рачунаре и створила тржиште за графичке картице, док је Sony користио оба у својој новој линији PlayStation конзола, потискујући Segu са тржишта конзолa, истовремено умањујући улогу Nintendo-a. Крајем 1990-их, Интернет је такође добио широку употребу потрошача, а видео игре су почеле да укључују мрежне елементе. Microsoft је на тржиште конзола ушао почетком 2000-их са својом Xbox линијом, плашећи се да ће Sony PlayStation заменити личне рачунаре. Док су Sony и Microsoft наставили да развијају хардвер упоредивих врхунских карактеристика конзола, Nintendo се одлучио да се усредсреди на иновативно играње и развио Wii са контролама осетљивим на кретање, што је помогло да се привуку нетрадиционални играчи и помогло да се осигура Nintendo-ва позиција у индустрија; Nintendo је следио исти модел и у издању Nintendo Switch-a.
Од 2000-их до 2010-их, индустрија је забележила демографски помак јер су мобилне игре на паметним телефонима и таблет рачунарима замениле преносиве конзоле, а игре за слободно време постале су све већи сектор тржишта, као и раст броја играча из Кине и других подручја која традиционално нису везана за индустрију. Традиционални модели прихода замењени су континуираним моделима токова прихода као што су бесплатне игре и игре засноване на претплати да би искористили ове промене. Даље, са дигиталном дистрибуцијом, 2000-их и 2010-их година забележен је раст независног развоја игара, уз indie игре које су потрошачи и критичари гледали равноправно са онима које су произвели велике продукцијске куће (Triple-A игре). Хардверска и софтверска технологија наставили су да унапређују видео игре, уз подршку за видео високе дефиниције при високим фреквенцијама, као и за игре засноване на виртуелној и проширеној стварности.

## Рана историја (1948–1970)
Већ 1950. године информатичари су користили електронске машине за конструкцију релативно једноставних система игара, попут Bertie the Brain-а 1950. за играње икс-окса или Nimrod-a 1951. за играње Nim-a. Ови системи су користили електронске приказе светлости углавном као демонстративне системе на великим изложбама како би приказали снагу рачунара у то време.
Spacewar! се сматра једном од првих признатих видео игара. Развијени 1961. за мејнфрејм рачунар PDP-1 на Масачусетском технолошком институту (МИТ), омогућила је двојици играча да симулирају борбу у свемиру на релативно поједностављеном монитору PDP-1. Изворни код игре делио се са другим институцијама са PDP-1-ом широм земље због преласка студената МИТ-а на друге институте, омогућавајући игри да стекне популарност.

## Видео игре 1970-их

### Игре на мејнфрејм рачунарима
Шездесетих година 20. века створен је низ рачунарских игара за мејнфрејм и минирачунарске системе, али оне нису успеле да постигну широку дистрибуцију због сталне оскудице рачунарских ресурса, недостатка довољно обучених програмера заинтересованих за израду производа за забавне сврхе и потешкоћа у преносу програма између рачунара у различитим географским областима. Међутим, до краја 1970-их, ситуација се драстично променила. Програмски језици BASIC и C широко су усвојени током деценије, који су били приступачнији него раније технички језици као што су FORTAN и COBOL, што је отворило прављење рачунарских игара већој бази корисника. Појавом дељења времена, које је омогућило да се ресурси једног главног рачунара расподеле међу више корисника повезаних на машину терминалима, приступ рачунару више није био ограничен на неколицину појединаца у институцији, стварајући више могућности за студенте да креирају своје игре. Даље, са широко прихваћеним PDP-10, издатим од стране Digital Equipment Corporation-а (DEC) 1966, и преносивог UNIX оперативног система, развијен у Беловим лабораторијама 1971, а генерално објављен 1973, створили су заједничко програмско окружење широм земље које је смањило потешкоће у дељењу програма између институција. Коначно, оснивањем првих часописа посвећених рачунарству попут Creative Computing-а (1974), објављивањем најранијих књига компилација програма попут 101 BASIC Computer Games (1973) и ширењем мрежа широког подручја као што је АRPANET омогућавали су програмима да буду лакше дељени и поред великих удаљености. Као резултат тога, многе мејнфрејм игре које су студенти створили седамдесетих година утицале су на каснији развој у индустрији видео игара на начин какав, осим Spacewar!-а, игре шездесетих нису.
У аркадама и на кућним конзолама, брза акција и играње по стварном времену били су норма у жанровима попут трка и гађања мета. Међутим, на мејнфрејм рачунару, такве игре углавном нису биле могуће, како због недостатка одговарајућих екрана (многи рачунарски терминали су се и током 1970-их и даље ослањали на телетипове, а не на мониторе, па чак и већина ЦРТ терминала могла је да генерише само графику засновану на знаковима), тако и због  недовољне процесорске снаге и меморије за ажурирање елемената игре по стварном времену. Иако су мејнфрејм рачунари из 1970-их били моћнији од аркадног и конзолног хардвера тог периода, потреба за поделом рачунарских ресурса на десетине истовремених корисника путем дељења времена знатно је омела њихове способности. Стога су се програмери мејнфрејм рачунара фокусирали на жанрове као што су стратегија и механика решавања загонетки, а занемарили акциони жанр. Значајне игре тог  периода укључују тактичку борбену игру Star Trek (1971) програмиране од стране Мајка Мејфилда (енгл. Mike Mayfield), игру жмурки Hunt the Wumpus (1972) програмиране од стране Грегорија Јаба (енгл. Gregory Yob) и стратешку ратну игру  Empire (1977) програмиране од стране Валтера Брајта (енгл. Walter Bright). Можда најзначајнија игра тог периода била је Colossal Cave Adventure (или једноставно Adventure), коју је 1976. године креирао Вил Кровтер (енгл. Will Crowther) комбинујући своју страст према спелеологији са концептима из тек избачене друштвене игре са елементима играња улога Dungeons & Dragons (D&D) . Проширена од стране Дона Вудса (енгл. Don Woods) 1977. са нагласком на високој фантазији Џ. Р. Р. Толкина, по Adventure-у је основан нови жанр заснован на истраживању и решавању слагалица заснованих на инвентару који су прешли на личне рачунар крајем 1970-их.
Иако је већина игара настала на хардверу ограничених графичких могућности, једини рачунар који је могао да покрене импресивније игре био је систем PLATO развијен на универзитету у Илиноису. Замишљен као рачунар за образовне сврхе, систем је повезао стотине корисника широм Сједињених Држава путем удаљених терминала који су садржали висококвалитетне плазма екране и омогућили корисницима интеракцију једни с другима у реалном времену. Ово је омогућило систему да покреће импресиван низ графичких игара и/или игара за више играча, укључујући неке од најранијих познатих рачунарских RPG-ова, који су првенствено изведени, попут Adventure-а, из D&D-а, али за разлику од те игре већи нагласак је стављен на борбу и напредовање карактера него решавање загонетки. Почевши од жанра освајач тамнице с погледом камере одозго надоле попут The Dungeon (1975) и The Game of Dungeons (1975), PLATO RPG-ови су убрзо прешли у перспективу из првог лица са играма попут Moria ( 1975), Oubliette (1977) и  Avatar (1979), који су често омогућавали да више играча удруже снаге у борби против чудовишта и заједно довршавају задатке. Попут Adventure-а, ове игре су на крају инспирисале неке од најранијих игара за личне рачунаре.

### Прве кућне конзоле и аркадне игре
Почетак модерне индустрије видео игара израстао је развојем прве аркадне видео игре и прве кућне конзоле за видео игре почетком 1970-их у Сједињеним Државама.
Током 1966. године, док је радио у компанији  Sanders Associates, Ралф Бир (енгл. Ralph Baer) је смислио идеју за уређај за забаву који би могао бити прикључен на телевизијски монитор. Представљајући ово својим надређенима у Sanders-у и добивши њихово одобрење, он је заједно са Вилијамом Харисоном (енгл. William Harrison) и Вилијамом Рашом (енгл. William Rasch ) усавршио Бир-ов концепт у прототип "Браон кутију", кућну конзолу за видео игре која би могла да игра једноставну игру - стони тенис. Њих тројица су патентирали технологију, а Sanders, не бавећи се комерцијализацијом, продао је лиценце патента Magnavox-у ради комерцијализације. Уз Бирову помоћ, Magnavox је 1972. године развио Magnavox Odyssey, прву комерцијалну кућну конзолу.
Истовремено, Нолан Бушнел (енгл. Nolan Bushnell ) и Тед Дабни (енгл. Ted Dabney) имали су идеју да направе кабинет на кованице у којем се налази мали, јефтини микрорачунар за покретање Spacewar!-а. До 1971. године њих двоје су развили Computer Space са фирмом Nutting Associates, првом признатом аркадном видео игром. Бушнел и Дабни су одлучили да се осамостале формирајућу тако Аtari. Бушнел, инспирисан игром стоног тениса на Odyssey-у, ангажовао је Алана Алкорна (енгл. Allan Alcorn) да развије аркадну верзију игре, овог пута користећи електронске склопове дискретне транзистор-транзистор логике (ТТЛ). Atari-јев Pong је објављен крајем 1972. године и сматра се првом успешном аркадном видео игром. Започео је раст индустрије аркадних игара у Сједињеним Државама. Међутим, многе од њих били су Pong клонови, и довели су до засићења тржишта 1974. године, што је приморало произвођаче аркадних игара да покушају да иновирају нове игре 1975. До краја 1975. тржиште аркада опало је за око 50% на основу нових прихода од продаје игара. Magnavox је тужио Аtari и неколико других произвођача аркадних игара због кршења Бирових патената. Бушнел је успео да добије тужбу у корист Аtari-ја , стекавши трајна права на патенте за Аtari као део нагодбе. Други нису успели да добију тужбу у њихову корист, а Magnavox је од ових парница за повреду патента добио на штету од око 100 милиона долара пре истека патената 1990.
Аркадне видео игре брзо су стекле на популарности у Јапану због партнерства између америчких и јапанских корпорација које су држале јапанске компаније у току са технолошким развојем у Сједињеним Државама. NAMCO се удружила са компанијом Аtari да би увезла Pong у Јапан крајем 1973. Taito и Sega су средином 1973. године објавили клонове Pong-a у Јапану. Јапанске компаније почеле су да развијају нове наслове и извозе или лиценцирају ове игре преко партнера 1974. Међу њима је био и Gun Fight, који је лиценциран за Midway. Midway-ова верзија, објављена 1975. године, била је прва аркадна видео игра која је користила микропроцесор, а не дискретне ТЛЛ компоненте. Ова иновација драстично је смањила сложеност и време за дизајн аркадних игара и број физичких компоненти потребних за постизање напреднијег играња.

### Раст аркадних видео игара и њихово златно доба
Након засићења тржишта 1975. године, програмери игара почели су да траже нове идеје за игре, подстакнуте способношћу употребе програмабилних микропроцесора уместо аналогних компоненти. Дизајнер Taito-а Томохиро Нишикадо (енгл. Tomohiro Nishikado), који је претходно развио Gun Fight, био је инспирисан Atari-јевим Breakout-ом за стварање игре засноване на пуцању, Space Invaders, која је први пут објављена у Јапану 1978. Space Invaders представили су или популаризирали неколико важних концепата у аркадним видео играма, укључујући игру регулисану животима уместо штоперице или играњем на резултата, стицање додатних живота скупљањем бодова и праћење најбољих резултата постигнутих на видео игри. То је уједно била прва игра која је суочила играча са таласима непријатеља који су узвраћали ударце на играча и прва која је укључила музику у позадини током игре. Space Invaders постигао је тренутни успех у Јапану, са неколико аркада створених искључиво за игру Space Invaders. Иако није толико популаран у Сједињеним Државама, Space Invaders постао је хит јер је Midway, послујући као северноамерички произвођач, преселио преко 60.000 кабинета за аркаде 1979. године.
Space Invaders је започео оно што се сматра златним добом аркадних игара које је трајало од 1978. до 1982. Током овог периода објављено је неколико утицајних и најпродаванијих аркадних наслова укључујући  Asteroids (1979), Galaxian (1979),  Defender (1980), Missile Command (1980),  Tempest (1981) и Galaga (1981). Pac-Man, објављен 1980. године, постао је икона популарне културе, а појавио се и нови талас игара који су се фокусирали на препознатљиве ликове и алтернативне механике попут навигације лавиринтом или преласка низа платформи.
Златно доба аркада је ишчезло почев од 1983. године, делимично због утицаја пада тржишта кућних конзола исте године. Остали кључни фактори били су недостатак иновација, јер би играчи наставили трошити новац на игре само ако би им се нудили нови доживљаји играња. Даље, 1980-их се појавила нова морална паника око видео игара која је везала видео игре за насиље и зависност, стварајући негативне утиске о аркадама и отеравши млађу популацију играча.

### Кућне конзоле засноване на кертриџу
Трошкови развоја наменског хардвера за игре за аркадне и кућне конзоле на основу дискретних компонентиних кола и интегрисаних кола специфичне намене са само ограниченим животним веком за потрошача натерали су инжењере да пронађу алтернативе. Микропроцесори су довољно опали у цени до 1975. године да би ови постали одржива опција за развој програмабилних конзола које би могле учитавати софтвер за игре из заменљивих медија.
Fairchild Channel F компаније Fairchild Camera and Instrument објављен је 1976. године. То је прва кућна конзола која користи програмабилне РОМ кертриџе - омогућава играчима замену игара - као и прва кућна конзола која користи микропроцесор који чита упутства са РОМ-а кертриџ. Atari и Magnavox следили су њихов пример 1977. године издавањем Atari 2600 и Magnavox Odyssey 2, оба система такође уводећи употребу кертриџа. Како би што пре завршио Аtari 2600, Бушнел је Atari продао компанији  Warner Communications за 28 милиона долара, пружајући потребну инфузију готовине за завршетак дизајна система до краја 1977. Почетно тржиште за ове нове конзоле у почетку је било слабо јер су потрошачи и даље били опрезни након засићења кућних конзола. Међутим, још увек је било новооткривеног интересовања за видео игре, а тржиште је привукло нове играче. За разлику од наменских кућних конзола, програмабилне конзоле засноване на кертриџима имале су већу препреку уласку са трошковима истраживања и развоја и велике производње, а мањи број произвођача је ушао на тржиште током овог периода.
Још један критична тачка развоја током овог периода била је појава независних програмера. Реј Касар (енгл. Ray Kassar) из компаније Warner Communications није високо поздравио Атаријеве програмере, а део његових управљачких одлука одузимао је имена програмера за заслуге за игре које су креирали; то је довело до тога да је Варен Робинет (енгл. Warren Robinett) потајно програмирао своје име у једној од најранијих скривених порука у својој игри Аdventure. Касареве политике натерале су четворицу Атаријевих програмера, Дејвида Крејна (енгл. David Crane), Ларија Каплана (енгл.  Larry Kaplan), Алана Милера (енгл. Alan Miller) и Боба Вајтхеда (енгл.  Bob Whitehead), да поднесу оставке и оснују сопствену компанију Activision 1979. године, користећи своје знање о развоју да направе и објаве сопствене игре, и успели су са хитом Pitfall! 1982. Атари је покушао да тужи Activision не би ли га спречио у даљем деловању, али компаније су се нагодиле ван суда, с тим што је Activision пристао да Atari-ју плати део од продаје игара као накнаду за лиценцу. Друга група програмера напустила је Atari и основала Imagic 1981. године, следећи Activision-ов модел.

### Прве преносиве конзоле са LCD екраном
Заједно са јефтиним микропроцесорима, преносиве електронске игре отвориле су пут ка најранијим преносивим системима за видео игре крајем 70-их. 1979. године компанија Milton Bradley објавила је први преносиви систем који користи заменљиве кертриџе, Microvision, који је користио уграђени LCD матрични екран. Иако је преносиви уређај постигао скроман успех у првој години производње, недостатак игара, величине екрана и великог краха видео игара 1983. године довео је до брзог пропадања система.

## Видео игре 1980-их
Индустрија видео игара доживела је прве велике падове почетком 1980-их када су се појавиле издавачке куће, с многим предузећима која су преживела више од 20 година, као што је Еlectronic Arts. Иако су неке игре из раних 1980-их биле једноставни клонови постојећих аркадних наслова, релативно ниски трошкови објављивања личних рачунарских игара омогућавали су храбре, јединствене игре да се уздигну.

### Крах видео игара 1983.
Успех Activision-а као независног програмера за Атари VCS и друге кућне конзоле инспирисао је друге независне развојне фирме да се појаве почетком 1980-их; до 1983. најмање 100 различитих компанија тврдило је да развија софтвер за Атари.  Ово је пројектовано да ће довести до прекомерне продаје, са само 10% игара које су произвеле 75% продаје за 1983. на основу процена из 1982. Даље, било је питања о квалитету ових игара. Иако су неке од ових фирми унајмиле стручњаке за дизајн игара и програмирање за изградњу квалитетних игара, у већини су радили програмери почетници уз подршку ризичних капиталиста без искуства у тој области. Као резултат тога, тржиште Атари VCS-а постало је подложно великим количинама игара лошег квалитета. Ове игре се нису добро продавале, а трговци су снизили цене како би се покушали ослободити залиха. Ово је даље утицало на продају висококвалитетних игара, јер би потрошачи били приморани да купују игре по повољним ценама у односу на квалитетне игре означене по редовној цени.

### Повратак кућних конзола
Док је крах видео игара 1983. године уништио тржиште Сједињених Држава, сектор видео игара у Јапану остао је неоштећен. Те године Nintendo је представио Famicom , док је новопридошлa Sega користила позадину аркадних игара за дизајн SG-1000. Famicom је брзо постао комерцијални успех у Јапану, 2,5 милиона конзола продато је почетком 1985. Нинтендо је желео да систем уведе на слабо тржиште Сједињених Држава, али је препознао да се тржиште још увек мучи од пада 1983. године, а видео игре су и даље имале само негативне перцепције. Радећи са својим одељењем за Nintendo of America, Nintendo је Famicom преименовао у NES, дајући му изглед снимача видео касета, а систем је лансирао у Сједињеним Државама 1985. године са додацима како би систем изгледао софистицираније од претходних кућних конзола. NES је ревитализовао америчко тржиште видео игара, а до 1989. америчко тржиште је поново порасло на 5 милијарди долара. Преко 35 милиона NES система продато је у САД током његовог животног века, а готово 62 милиона јединица продато је широм света.

## Видео игре 1990-их
Деведесете су биле деценија изразитих иновација у видео играма. Била је то деценија преласка са растерске графике на 3D графику и створила је неколико жанрова видео игара, укључујући пуцачки из првог лица, стратегију у реалном времену и ММО. Преносиве игре постају популарније током деценије, делимично захваљујући изласку Game Boy-а 1989. Аркадне игре доживеле су поновни раст почетком раних и средином 1990-их, праћене падом крајем 1990-их, јер су кућне конзоле постајале све чешће.

### Прелазак на оптичке дискове
До краја 1980-их, конзоле су се дистрибуирале с RОМ кертриџима, док су се PC игре испоручивале на дискетама, форматима који су имали ограничења у капацитету складиштења. Оптички медији, а посебно CD-RОМ, први пут су представљени средином 1980-их за дистрибуцију музике, а почетком 1990-их и медији и CD уређаји постали су јефтини за уградњу у потрошачке рачунарске уређаје, укључујући и обе кућне конзоле и рачунарe. Поред тога што нуде већи капацитет за садржај играња, оптички медији омогућили су укључивање дугих видео сегмената у игре, као што је видео у целом покрету, или анимирани или унапред приказани исечак филма, што омогућава додавање више наративних елемената у игре.

### 3D графика
Поред преласка на оптичке медије, индустрија је као целина забележила и велики помак ка коришћењу 3D рачунарске графике у стварном времену у играма током 1990-их. Постојао је низ аркадних игара које су користиле једноставне жичане векторске графике за симулацију 3D-а. Јединствени изазов у 3Д рачунарској графици је тај што приказивање у реалном времену обично захтева прорачуне са помичним зарезом, за шта до 1990-их већина хардвера за видео игре није била погодна. Уместо тога, многе игре су симулирале 3D ефекте, на пример коришћењем паралаксног приказивања различитих позадинских слојева или друге методе приказивања као што је SNES-ов режим 7. Ови трикови за симулацију 3D-рендера графика путем 2D система обично се назива 2.5D графика.
До 1997. године прве 3D графичке картице биле су доступне на тржишту вођене потражњом за пуцачинама из првог лица, а у наредним годинама створени су бројни 3Д окружења за прављење видео игре, укључујући Unreal Engine, и успостављање 3D-a као нови стандард у већини рачунарских видео игара.

### Игре за личне рачунаре
Увођењем 3Д графике, издавачи су се обично клонили мањих програмера, посебно оних који раде на личним рачунарима, јер су постали неповољни за ризик.
Током 1990-их Microsoft је представио своје почетне верзије оперативног система Microsoft Windows за личне рачунаре, графички кориснички интерфејс намењен да замени MS-DOS. Програмерима игара било је тешко да програмирају за неке од ранијих верзија Windows-а, јер је оперативни систем имао тенденцију да им блокира програмски приступ улазним и излазним уређајима. Microsoft је развио DirectX 1995. године, касније интегрисан у Microsoft Windows 95 и будуће Windows производе, као скуп библиотека које програмерима игара омогућавају директан приступ овим функцијама. Ово је такође помогло да се обезбеди стандардни интерфејс за нормализацију широког спектра графичких и звучних картица доступних за личне рачунаре до овог тренутка, додатно помажући у текућем развоју игара.

### 32-битне и 64-битне конзоле
Sony-jево представљање првог PlayStation-а 1994. године омело је и Nintendo и Segin конзолски рат, као и отежало улазак нових компанија на тржиште. PlayStation је донео не само револуцију у CD-RОМ медијима већ и уграђену подршку за полигонално 3D приказивање графике. Atari је покушао поново да уђе на тржиште са 32-битним Атари Jaguar-ом 1993. године, али му недостају библиотеке игара које нуде Nintendo, Sega или Sony. Sega је велики нагласак ставила на 32-битни Sega Saturn, објављен 1984. године, да би следио Genesis, и иако је у почетку добро прошао у продаји са PlayStation-ом, убрзо је изгубио позицију у односу на шири спектар популарних игара PlayStation-a. Следећа Nintendo-ва конзола након SNES-а била је Nintendo 64, 64-битна конзола са полигоналном подршком за 3D приказивање. Међутим, Nintendo се одлучио да настави да користи формат RОМ кертриџа, због чега је изгубио на продаји у односу на PlayStation, и омогућио Sony-у да постане доминантан играч на тржишту конзола до 2000.

## Видео игре 2000-их
Током 2000-тих показале су се иновације на конзолама и рачунарима и све конкурентније тржиште преносивих система за игре. Утицај шире доступности Интернета довео је до нових промена играња, промена хардвера за игре и увођења мрежних услуга за конзоле.
У Кини су конзоле за видео игре забрањене у јуну 2000. То је довело до експлозије популарности рачунарских игара, посебно ММО-а. Конзоле и игре за њих се лако набављају, јер постоји робусно сиво тржиште које их увози и дистрибуира широм земље. Још један нуспојава овог закона је повећано кршење ауторских права видео игара.

### Промене погледа на кућне конзоле
Превладавање компаније Sony на тржишту конзола почетком 2000-их проузроковало је велики помак на тржишту.
Сони је 2000. године објавио PlayStation 2 (PS2), прву конзолу која подржава нови ДВД формат и која је омогућава репродукцију ДВД филмских дискова и ЦД аудио дискова. Nintendo је пратио Nintendo 64 са GameCube 2001. године, првом конзолом која је користила оптичке дискове, мада посебно форматиране за систем. Међутим, Microsoft са првом Xbox конзолом, такође објављеном 2001, се бојао да ће Sony-јев PS2 претећи лични рачунар као централну тачку забаве у дневној соби, а након што је имао недавно развијајући DirectX скуп библиотека за стандардизацију интерфејса хардвера за игре за рачунаре засноване на Windows-у, користио је исти приступ за стварање Xbox-а.
PS2 је остао водећа платформа у првом делу деценије и остаје најпродаванија кућна конзола свих времена са преко 155 милиона продатих јединица.
Средином 2000-их, само Sony, Nintendo и Microsoft су сматрани главним играчима у хардверском простору конзоле. Сва тројица су представили своју следећу генерацију хардвера између 2005. и 2006. године, почев од Microsoft-овог Xbox 360 2005. и Sony PlayStation 3 (PS3) 2006. године, а потом и Nintedo-в Wii касније те године. Xbox 360 и PS3 показали су конвергенцију са хардвером личног рачунара: обе конзоле испоручене су са подршком за графику високе дефиниције, оптички медији веће густине попут Blue-ray-а, унутрашњи чврсти дискови за складиштење игара и уграђена Интернет веза. Microsoft и Sony такође су развили мрежне дигиталне услуге, Xbox Live и PlayStation Network које су играчима помогле да се повежу са пријатељима на мрежи и купе нове игре и садржаје из Интернет продавница. Насупрот томе, Wii је дизајниран као део нове стратегије од стране Нинтенда након лоше продаје GameCube-а. Уместо да покушава да се надмеће за  са Microsoft-ом и Sony-јем, Nintendo је дизајнирао Wii да буде конзола за иновативно играње, а не високе перформансе, и створио Wii Rеmote, контролер заснован на детекцији покрета. Наслови који су приказивали играње дизајнирано око даљинског управљача Вии, као што су Вии Спортс, Вии Спортс Ресорт и Вии Фит, постали су тренутни хитови на Вии-у, а Вии је постала једна од најбрже продаваних конзола на тржишту у последњих неколико година. [134 ] Успех Вии-ових контрола кретања делимично је довео до тога да су Microsoft и Sony развили сопствене системе за контролу детекције покрета, Kinect и PlayStation Move.

### Игре за играње у слободно време, играње преко интернет претраживача
Крајем 1990-их и почетком 2000-их видела се широка доступност Интернета и нових технологија за њега, као што су Java и Adobe Flash. Иако је Adobe Flash у почетку био замишљен као алат за развој потпуно интерактивних веб локација, Flash је изгубио наклоност у овој области, али су поједини програмери пронашли начине да користе алатку за анимације и игре, потпомогнути лакоћом развојних алата у ту сврху. Иако је овим Flash играма недостајала сложеност играња игара на конзолама или рачунарима, биле су доступне бесплатно и покренуле су креативне идеје.
Како су сајтови друштвених медија почели да расту, тако су се на друштвеним платформама појавиле прве игре за њих. Ове игре обично се ослањају на кориснике да комуницирају са својим пријатељима путем странице друштвених медија како би стекли облик „енергије“ да наставе да играју. Happy Farm, објављен у Кини 2008. године, сматра се првом таквом великом друштвеном игром. Убрзо је инспирисао многе клонове као што су Sunshine Farm, Happy Fishpond, Happy Pig Farm, и Facebook игре као што су FarmiVille, Farm Town, Country Story, Barn Buddy, Sunshine Ranch, Happy Harvest, Jungle Extreme, и Farm Villain. Happy Farm је послужио као директна инспирација за FarmVille, којa је до 2010. имаla преко 80 милиона активних играча широм света.

### Раст мобилних игара
Играње на мобилним уређајима имало је ограничени успех до средине 2000-их. Nokia је инсталирала Snake на своју линију мобилних телефона Nokia 6110 током 1997. Слични произвођачи телефона, лични дигитални асистенти и други уређаји такође су имали уграђене игре, али оне су дизајниране за губљење времена, а не за ангажовање. Како се технологија телефона побољшавала, јапанска култура мобилних телефона расла је око 2003. године. Старије игре у аркадном стилу постале су веома популарне на мобилним телефонима, који су били идеална платформа за игре у аркадном стилу дизајниране за краће сесије играња. Namco је покушао да представи мобилне игре у Европи 2003. Nokia је објавила свој N-Gage, хибридни телефон / пренoсиви систем за игре, 2003. године, али је имао ограничен успех у поређењу са Nintendo-вим Game Boy Advance.
Око 2005. године на тржишту су били доступни први паметни телефони који су уз телефонске услуге нудили повезивање података. Носиоци лиценцираних игара су требали бити доступни за продају, али то није успело због разлика између модела телефона, а игре нису могле бити толико софистициране као на конзолама или ручним уређајима због ограниченог хардвера на паметним телефонима. Аpple је 2007. представио свој iPhone који је технолошки напреднији од осталих паметних телефона на тржишту и представио је свој App Store 2008. године помоћу којег су се могле купити нове апликације. Уз App Store, програмери, када су се пријавили за партнера, могли су да развијају и објављују сопствене апликације кроз продавницу. Ово је омогућило програмерима било које величине да учествују на тржишту App Store-а. Google, који је развио конкурентски Android оперативни систем за мобилне уређаје, објавио је своју верзију продавнице апликација 2008. године, касније названу Google Play.

### Индустрија ААА видео игре и потреба за самосталним играма
Видео игре су почеле да повећавају све веће буџете за развој уласком у 2000-те. Већи програмери почели су да приступају играма упоредиво са холивудским филмским стваралаштвом, не само узимајући у обзир аспекте развоја, дистрибуције и маркетинга, већ укључују и буџете за кинематографију у игри, укључујући професионалне глумце и лиценцирана својства, и веће промотивне елементе. Ови нови приступи су додатно проширили буџете за игре. Слично
филмским хитовима, индустрија видео игара почела је називати ове високобуџетне игре и издаваче и програмере који стоје иза њих као „ААА“ или „triple А“ крајем 1990-их и почетком 2000-их.
Развој хобистичких  игара постојао је од првих кућних рачунара крајем 1970-их и 1980-их, али важност играња на конзолама и успон технологије 3D игара су у почетку отежали појединачним програмерима да конкурентно учествују у развоју игара. Раст ААА игара са великим буџетима додатно је учинио издавачима неповољан ризик да подржавају мање игре са нестандардним или експерименталнијим жанровима. Независне игре, илити инди игре, стекле су значајан удео на тржишту у другој половини 2000-их који се наставио и у 2010-има.

## Видео игре 2010-их
У новој деценији све је већа заинтересованост за могућност да се следећа генерација конзола развије у складу са традиционалним индустријским моделом петогодишњег животног циклуса конзоле. Међутим, у индустрији се веровало да недостаје жеља за другом трком која би покренула жељу за производњом конзола. Разлози за то су изазови и огромни трошкови стварања конзола које би графички биле супериорније у односу на тадашњу генерацију, с тим што Sony и Microsoft још увек желели да надокнаде трошкове развоја на својим тренутним конзолама и неуспелим алатаима за креирање садржаја како би ишли у корак са повећаним захтевима које се задавали програмерима видео игара.
14. јуна 2010, током Е3, Microsoft је открио своју нову верзију Xbox 360 конзоле. Microsoft је конзолу учинио мањом и тишом, а истовремено је инсталирао тврди диск од 250 GB и уграђени WiFi. Испорука у продавницe у Сједињеним државама почела је истог дана, а у Европу је стигла тек 13. јула.

### Графика високе дефиниције
Монитори са катодном цеви су нестали са тржишта 2000.-их година, a замењени су јефтиним телевизорима са равним екраном и мониторима који су имали далеко већу резолуцију екрана и брзину освежавања слике. Хардвер за видео игре почео је да уводи подршку за нови стандард мултимедијалног интерфејса високе дефиниције (HDMI), омогућавајући резолуције до 4К (3840 × 2160 пиксела), што је и само наглашавало потребу за снажнијим графичким картицама са бржим процесорима и већом меморијом. Софтверска окружења у којима се праве игре као што су Unreal, Unity, and DirectX додали су подршку за побољшано мапирање текстура високе резолуције како би се у играма користила фотореалистична графика.
Microsoft и Sony су 2013. објавили следећу генерацију конзола, Xbox One и PlayStation 4, обоје су проширили функције са својих претходних конзола додатом подршком за графику високе резолуције и већом подршком за дигиталну дистрибуцију садржаја са додатним простором за складиштење . Xbox One је имао лошије лансирање, јер је Microsoft захтевао од корисника да буду увек повезани на Интернет, уз упорну употребу Kinect сензора покрета, што би заузврат дало одређене користи играчима. Међутим, ове одлуке су наишле на негативне реакције корисника у месецима пре објављивања због њихових брига о приватности. Kinect, иако је у почетку био у пакету са Xbox One, постао је опциони, а годину дана након лансирања Microsoft је одлучио да прекине Kinect производњу за Xbox One.
Nintendo се и даље држао свог пута. Компанија је осетила да је Wii можда изгубио део играча и развила је Wii U како би поново привукла ову групу. Wii U, објављен 2012. године, садржавао је Wii U Gamepad налик таблету који је садржавао контроле и екран осетљив на додир који се користио као додатни екран током играња, заједно са подршком за Wii даљинске контролере, и укључивао је компатибилност са Wii играма. Wii U је био комерцијални неуспех за Nintendо након Wii-а; док се Wii продао у више од 100 милиона јединица, Wii U је у свом животном веку продао само око 13 милиона.
Nintendo је већ радио на својој следећој конзоли након што је Wii U изашао. Опет, задржавајући своју прошлу стратегију да се усредсреде на иновације, а не на техничку супериорност својих конкурената, Nintendo је 2017. године објавио Nintendo Switch, једну од првих хибридних конзола, са могућношћу играња као преносив уређај, али такође може бити смештен у прикључну станицу повезану са телевизором и тада би се играо попут кућне конзоле. Switch користи одвојиви Joy-Con који функционише и као редовни контролер и као уређај за детекцију покрета попут Wii даљинског контролера. Поред Switch-а, Nintendo је тражио подршку независних произвођача за конзолу и од triple-A студија и од независних програмера.  Switch се показао веома успешним, и од 2021. године, Nintendo је друга најпродаванија кућна конзола након Wii-а и помогао је Nintendu да поврати угледност на хардверском тржишту.
Код личних рачунара тржиште графичких картица усредсређено је на напредак који су постигли лидери индустрије Nvidia и AMD, који су такође испоручили графичке процесоре за нове конзоле. Почев од касних 2010-их, снагу ових графичких картица користили су „рудари“ крипто валута, јер су имали релативно ниже трошкове од другог рачунарског хардвера за исте сврхе, и створили су низ графичких картица који су надували цене и покренули несташицу картица. SSD дискови, који су се у прошлости користили за складиштење флеш картица за конзоле за видео игре, довољно су напредовали да постану потрошачке опције за складиштење великог обима. У поређењу са традиционалним тврдим диском (HDD) који је користио електромеханичке делове, SSD дискови немају механичку компоненту и способни су за много већу пропусност података, што их је учинило популарним опцијама за рачунаре дизајниране за видео игре.

### Даљи напредак у онлајн игрању: заједничко играње са различитих платформи и играње у облаку
До 2010. године, онлајн игре за већину платформи биле су ограничене на заједничко играње са исте платформе. Како су се нове конзоле дизајнирале да сличе на персоналне рачунаре, постало је технички изводљиво омогућити заједничко играње између различитих платформи, али пословни циљеви Microsoft-а, Nintendo-а и Sony-а желећи да задрже контролу над својим мрежним услугама, првобитно су то одбили. Fortnite Battle Royal из компаније Epic Games, први пут објављен 2017. године, показао се као покретач оваквих игaра. Fortnite је брзо стекао популарност у првих неколико месеци објављивања, а Epic Games је успео да докаже лакоћу играња између више платформа са Xbox-а, Windows-а и мобилних платформи. Nintendo је испратио допуштањем истог начина играња на Switch-у, а на крају се до 2018. године Sony одлучио да дозволи играчима на одабраним играма као што је Fortnite да заједно играју са играчима са других платформи. Од тад су бројне игре објављене са подршком за заједничко играње преко више платформи од самог почетка.
Прве услуге играња у облаку су се појавиле 2009. године. Ове услуге су играчима омогућиле да играју игре где се процесорска снага изводи на рачунарском систему на локацији домаћина, док су информације саме игре и играча у тај рачунар послати преко интернета. Ово је елиминисало потребу за скупом конзолом или рачунаром за играње видео игара. Рани сервиси попут OnLive и Gaikai показали су да је играње у облаку могуће, али је било у великој мери повезано са кашњењем информација, јер је спора мрежа лако могла зауставити перформансе игре.
Игре у облаку постале су усавршеније 2010. године, јер се мрежни капацитет широм света повећавао са већим пропусним опсегом који је доступан потрошачима, поред нових технологија које покушавају да превазиђу проблем са кашњењем. Sony је средином 2010. купио и  OnLive и Gaikai, и искористио их је за основу PlayStation Now, омогућавајући играчима да играју старије PlayStation игре на новијим конзолама. Међу осталим сервисима за играње у облаку који су се појавили у овом периоду су Nvidi-јин Geforce Now, Microsof-ов xCloud, Google-ова Stadia и Amazon Luna.

### Виртуална стварност
Системи за виртуелну стварност (VR) за видео игре дуго су се доживљавали као crж VR технологије и развијали су се још 1990-их. Ипак, спутавају их њихови високи трошкови и непрактични су за потрошачку корпу. Један од почетних покушаја, Nintendo Virtual Boy 1996. године, користио је монохроматски стереоскопски приказ за симулацију 3D-а. Ипак, јединица је била непрактична и није успела да придобије програмере, што је довело до комерцијалног неуспеха Nintendo-a. Пробој у VR хардверу прилагођеном потрошачима догодио се почетком 2010. године развојем Oculus Rift-a. Rift је демонстриран на сајмовима 2013. године и показао се довољно популарним да натера Facebook да купи компанију и технологију за 2 милијарде долара у 2014. Убрзо након тога, Valve и HTC најавили су HTC Vive, први пут објављен 2015. године, док је Sony објавио свој PlayStation VR 2016. Valve је касније развио сопствену VR линију хардвера, Valve Index, објављен 2019.

## Видео игре 2020-их
Nvidia и AMD су представили графичке картице 2020. године са хардверском подршком за праћење зрака светлости, што је такође била главна компонента представљена са следећим конзолама Microsoft-а и Sony-а, Xbox Series X/S и PlayStation 5, обе објављене у новембру 2020. Значајна побољшања у технологији је такође унапређена способност приказивања високо детаљних текстура, омогућавајући фотореализам у приказаним сценама видео игара при високим резолуцијама и високим брзинама промена слика. Ове промене захтевале су већи простор у меморију за складиштење текстура на хардверу и већу пропусност између меморије за складиштење и графичког процесора. Обе нове конзоле укључивале су специјализоване SSD опције дизајниране да пружају могућности складиштења широког пропусног опсега, што је имало додатну предност што је практично елиминисало време учитавања код многих игара.